# Csanádalberti
Csanádalberti  este un sat în districtul Makó, județul Csongrád, Ungaria, având o populație de 453 de locuitori (2011). 

## Demografie
Componența etnică a satului Csanádalberti
     Maghiari (95,89%)
     Slovaci (2,74%)
     Romi (1,37%)
Componența confesională a satului Csanádalberti
     Romano-catolici (33,55%)
     Fără religie (21,41%)
     Reformați (11,7%)
     Luterani (6,4%)
     Greco-catolici (1,1%)
     Necunoscută (25,83%)
     Alte religii (0,88%)
Conform recensământului din 2011, satul Csanádalberti avea 453 de locuitori. Din punct de vedere etnic, majoritatea locuitorilor (95,89%) erau maghiari, existând și minorități de slovaci (2,74%) și romi (1,37%). Nu există o religie majoritară, locuitorii fiind romano-catolici (33,55%), persoane fără religie (21,41%), reformați (11,7%), luterani (6,4%) și greco-catolici (1,1%). Pentru 25,83% din locuitori nu este cunoscută apartenența confesională.